# Andrés Trapiello
Œuvres principales
Salle des pas perdus
Andrés Trapiello, né le 10 juin 1953  à Manzaneda de Torío dans la Province de León, est un écrivain espagnol.

## Biographie
Il obtient le prix Nadal en 2003 pour Los amigos del crimen perfecto (Le Club du crime parfait).

## Œuvres traduites en français
- D’un vaisseau fantôme [« El buque fantasma »], trad. d’Alice Déon, Paris, La Table Ronde, 1994, 250 p.  (ISBN 2-7103-0628-X)
- Les Cahiers de Justo García [« Días y noches »], trad. d’Alice Déon, Paris, Éditions Buchet/Chastel, 2004, 332 p.  (ISBN 2-28301933-8)
- À la mort de Don Quichotte [« Al morir Don Quijote »], trad. d’Alice Déon, Paris, Éditions Buchet/Chastel, 2005, 454 p.  (ISBN 2-283-02113-8)
- Les Vies de Cervantès [« Las vidas de Miguel de Cervantès »], trad. d’Alice Déon, Paris, Éditions Buchet/Chastel, 2005, 314 p.  (ISBN 2-283-02114-6)
- D’un rêve à l’autre [« Un sueño en otro »], poésies, trad. de Ramón Romero Naval et Jacques Burko, Paris, Éditions Buchet/Chastel, 2005, 143 p.  (ISBN 2-283-02155-3)
- Les Armes et les Lettres. Littérature et guerre d’Espagne, 1936-1939 [« Las armas y las letras. Literatura y Guerra Civil (1936-1939) »], trad. de Catherine Vasseur, Paris, La Table Ronde, 2009, 525 p.  (ISBN 978-2-7103-3027-1)
- Le Club du crime parfait [« Los amigos del crimen perfecto »], trad. de Caroline Lepage, Paris, Éditions du Seuil, coll. « Points policier», 2010, 371 p.  (ISBN 978-2-7578-1954-8)
- Heureux comme jamais [« Los confines »], trad. de Carole Paget, Paris, Éditions Quai Voltaire, 2011, 282 p.  (ISBN 978-2-7103-6517-4)
- Plus jamais ça [« Ayer no más »], trad. de Catherine Vasseur, Paris, La Table Ronde, coll. « Quai Voltaire », 2014, 300 p.  (ISBN 978-2-7103-7036-9)